# Wayupak Montra
Wayupak Montra (tiếng Thái: วายุภัคมนตรา; RTGS: Wayu-phak Montra) là bộ phim truyền hình Thái Lan nằm trong bộ Series 4 phần Bốn trái tim của núi năm 2010, phim được phát sóng trên đài Channel 3 (CH3) Thái Lan do Pakorn Chatborirak và Rasri Balenciaga đóng vai chính.

## Nội dung
Đây là phần cuối trong dự án lớn nhất kỷ niệm 40 năm thành lập của CH3 - "4 Huajai Haeng Koon Kao" - gồm bốn câu chuyện "Thara Himalai", "Duangjai Akkanee", "Pathapee Leh Ruk" và "Wayupak Montra". Mỗi phần có nội dung riêng biệt, nhưng gắn liền với nhau, xung quanh 4 anh em nhà Adisuanrangsan và dựa theo 4 cuốn sách cùng tên.
Thichakorn là con gái của một thầy cúng nổi tiếng, đồng thời là tác giả của cuốn tiểu thuyết lãng mạn "Humming Bird". Thichakorn quyết định đi tìm tư liệu và ý tưởng cho tiểu thuyết mới của mình ở một nông trại trồng nho. Cô không bao giờ nghĩ là số phận của cô sẽ thay đổi kể từ khi cô gặp Wayupak, một gã ăn chơi, đáng ghét và là chủ của vườn nho Sailom dù lần gặp gỡ đầu tiên của hai người thật sự kinh khủng.
Thichakorn có giác quan thứ sáu, vì vậy cô có thể nhìn thấy được có một hồn ma nữ luôn đi theo sau Wayupak mọi lúc mọi nơi. Thichakorn đã cố thông báo cho anh ấy biết nhưng Wayupak không thèm tin cô. Trong suy nghĩ của Wayupak, Thichakorn là một cô gái gàn dở và hay xen vào chuyện của người khác. Nhưng Wayupak không biết là Thichakorn đã hiện diện trong tim anh từ lúc nào và Wayupak quyết không thể để mất cô...

## Diễn viên

### Chính
- Pakorn Chatborirak vai Wayupak "Lom" Adisuanrangsan
- Rasri Balenciaga vai Thichakorn "Kati"
- Nadech Kugimiya vai Akkanee "Fai" Adisuanrangsan
- Prin Suparat vai Pathapee "Din" Adisuanrangsan
- Urassaya Sperbund vai Ajjima "Jeed" Posawat-Adisuanrangsan
- Chalida Vijitvongthong vai Cher-Aim Vongvanisakunkit-Adisuanrangsan

### Phụ
- Kimberly Ann Voltemas vai Thipthara "Nam" Adisuanrangsan-Rajaput
- Atichart Chumnanon vai Prince Phuwanate Rajaput
- Sumonrat Vattanaselarat vai Patchanee "Mink"
- Treepon Pormsuwan vai Panu
- Alexandra Stebert vai Chantal
- Supitcha Mongkoljittanon vai Ruk
- Tatsapon Vivitawan vai Yom
- Suchao Pongvilai vai Krairit
- Pawinar Chaleevsakul vai Thip

## Rating
| Tập         | Rating |
| ----------- | ------ |
| 1           | 7.9    |
| 2           | 8.4    |
| 3           | 10.4   |
| 4           | 8.3    |
| 5           | 9.9    |
| 6           | 10.8   |
| 7           | 11.4   |
| 8           | 12.3   |
| Trung bình: | 10.05  |

## Ca khúc nhạc phim
- ให้รักเดินทางมาเจอกัน / Hai Rak Dern Tang Ma Jer Gan (Let Love Meet) - Palm Instinct
- ถ้าหากไม่รัก / Ta Haak Mai Ruk - Rose Sirinthip

## Giải thưởng
| Năm  | Giải       | Hạng mục               | Đề cử              | Kết quả |
| ---- | ---------- | ---------------------- | ------------------ | ------- |
| 2010 | Top Awards | Best Actor in a Lakorn | Pakorn Chatborirak | Đề cử   |